# Megapnosaurus
A Megapnosaurus (jelentése 'nagy halott gyík', az ógörög μεγα / mega 'nagy', απνοος / apnos 'nem lélegzik', 'halott' és σαυρος / sauros 'gyík' szavak összetételéből), korábbi hivatalos nevén Syntarsus egy coelophysida theropoda dinoszaurusznem. A Megapnosaurus különböző fosszíliáit aránylag hosszú időszakra, a kora jura kor hettangi, sinemuri és pliensbachi korszakára datálják, ami vagy arra utal, hogy a nem hosszú időn át sikeresen fennmaradt, vagy arra, hogy több, a közeli rokonságába tartozó nemet is ide soroltak be. Új nevét az amerikai entomológus, Dr. Michael Ivie (Montana State University, Bozeman), a lengyel származású ausztrál Dr. Adam Ślipiński, és a lengyel Dr. Piotr Węgrzynowicz (Muzeum Ewolucji Instytutu Zoologii PAN, Varsó) alkotta meg, miután felfedezték, hogy a Syntarsus nevet már lefoglalták egy 1869-ben leírt Colydiinae alcsaládba tartozó bogár számára. Egyes tudósoknak nem tetszett a Megapnosaurus név, de az ennek ellenére érvényben maradt.

## Ősbiológia
Egy zimbabwei csontmederben 30 Megapnosaurus fosszíliáját fedezték fel, ezért az őslénykutatók úgy gondolják, hogy az állat falkákban vadászott.
A Megapnosaurus jó példa arra, hogy a dinoszauruszok hogyan terjedtek szét a Földön őseik élőhelyéről (ami valószínűleg Dél-Amerikában volt). Ez a kis méretű ragadozó ugyanazokkal az alapvető jellemzőkkel rendelkezett, mint a korábbi dinoszauruszok, az Afrikában és az Egyesült Államok délnyugati részén talált példányai jelzik, hogy ezekre, az akkoriban a Pangaea részét képező kontinensekre költözött át.

## Anatómia

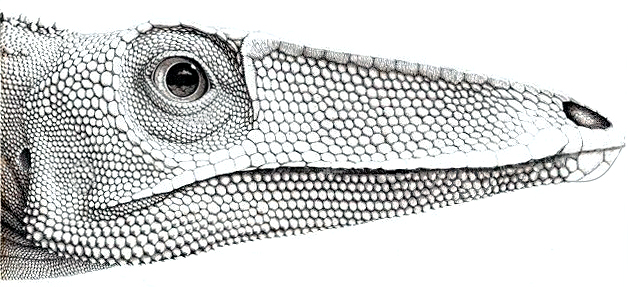
A Megapnosaurus rhodesiensis profilja

A Megapnosaurus 3 méter hosszú az orrától a farkáig, a tömege pedig körülbelül 32 kilogramm lehetett.
Vannak fajszintű különbségek az afrikai és az amerikai példányok között, melyek szintén támogatják a költözés és adaptálódás elméletét. Az afrikai faj (az M. rhodesiensis) majdnem 30 példány alapján ismert. Az észak-amerikai faj (az M. kayentakatae) kis fejdíszekkel rendelkezik és lehet, hogy egy újabb evolúciós lépést jelent az olyan nagy méretű coelophysoideák felé, mint a Dilophosaurus. Ez a nem a Dilophosaurus mellett tagja a Ceratosauria alrendágnak, a Coelophysoidea kládként való értelmezése azonban nagy mértékben vitatott, és a legtöbb bizonyíték arra utal, hogy a Coelophysoidea kiválik a Ceratosauriából, így ez utóbbi csoport közelebb kerül a Tetanurae kládhoz. Mindkét nemnél egy gyenge ízület található a premaxilla és az maxilla között, amitől a premaxilla meghajlik. E sajátosság kapcsán született meg az a korai feltételezés, ami szerint ezek a dinoszauruszok dögevők voltak, mivel az elülső fogaik és az azokat tartó csontszerkezet túl gyenge volt a vergődő zsákmány legyűréséhez és fogva tartásához.
A csontgyűrűk száma alapján végzett élettartamra vonatkozó vizsgálatok a Megapnosaurus esetében körülbelül 7 évet állapítottak meg.

## Osztályozás
Yates (2005-ben) kijelentette, hogy a Megapnosaurus valószínűleg a Coelophysis szinonimája. 2004-ben Raath, két cikk társszerzőjeként azt állította, hogy a „Syntarsus” (Raath továbbra is a régi, érvénytelen nevet használta) a Coelophysis fiatal szinonimája.

## Popkulturális hatás
A Dinoszauruszok, az ősvilág urai (When Dinosaurs Roamed America) című dokumentumfilmben egy csapat (Syntarsusnak nevezett) Megapnosaurus rátámad egy Anchisaurusra, de egy Dilophosaurus elijeszti a falkát.

## Fordítás
- Ez a szócikk részben vagy egészben  a   Megapnosaurus című angol Wikipédia-szócikk ezen változatának fordításán alapul.  Az eredeti cikk szerkesztőit annak laptörténete sorolja fel. Ez a jelzés csupán a megfogalmazás eredetét és a szerzői jogokat jelzi, nem szolgál a cikkben szereplő információk forrásmegjelöléseként.